# Almindelig kællingetand
Almindelig kællingetand (Lotus corniculatus) er en 10-30 cm lang nedliggende eller opstigende urt med gule eller orangerøde blomsterhoveder. Arten er almindeligt forekommende på lysåbne biotoper, og den indgår i mange af de "blomsterengblandinger", som bruges i haver, parker og på vejskråninger.

## Beskrivelse
Almindelig kællingetand er en flerårig, urteagtig plante med en nedliggende til opstigende vækstform, men uden udløbere. Stænglen er mere eller mindre kantet. Bladene er spredte og trekoblede med ægformede, helrandede småblade og to akselblade, der ligner de egentlige småblade. Begge sider er glatte og græsgrønne. Blomsterne ses i juni-august, og de sidder i endestillede halvskærme med 4-7 blomster i hver. De gule blomster er bygget, ganske som man kender det fra andre ærteblomst-planter. Frugterne er smalle, krumme bælge med hårdskallede nødder.
Almindelig kællingetand har symbiotisk samliv med knoldbakterier. Det sætter den i stand til at forsyne sig med kvælstof fra luften. Rodsystemet er dybtgående og meget stort. Nyere undersøgelser viser, at alm. kællingetand (sammen med andre kvælstofsamlende arter) er afgørende for ophobning af kulstof og kvælstof i plantesamfundene.
Højde x bredde og årlig tilvækst: 0,40 x 0,40 m (40 x 40 cm/år).

## Voksested
Almindelig kællingetand er udbredt i Nord- og Østafrika, Mellemøsten, Kaukasus, Centralasien, Østasien og det meste af Europa, herunder også i Danmark. Arten er knyttet til lysåbne voksesteder med tør til let fugtig, gerne mager jordbund. I Danmark er den meget almindelig i hele landet på næringsfattig, solåben bund langs vejkanter, på skrænter, overdrev, grå klit og heder.
På de ældre stenvolde, som har dannet Krageø ved Sejrøbugtens kyst findes arten i et strandoverdrev sammen med bl.a. engelskgræs, alm. pimpinelle, alm. røllike, bakkenellike, dansk astragel, fåresvingel, gul snerre, harekløver, hundetunge, nikkende limurt, sandløg, sandstar, sølvpotentil, tidlig dværgbunke, tjærenellike, vellugtende gulaks og vårpotentil

## Anvendelse
Planter af udenlandsk frø (som f.eks. indgår i "blomsterengblandinger") er ranglede i væksten og ikke særligt egnede her i landet.
| Portal | Portal:Botanik |

## Note
1. ↑  Gerlinde B. De Deyn1, Helen Quirk, Zou Yi, Simon Oakley, Nick J. Ostle og Richard D. Bardgett: Vegetation composition promotes carbon and nitrogen storage in model grassland communities of contrasting soil fertility i Journal of Ecology, 2009, 97 side 864-875
2. ↑  Hans Guldager Christiansen og Peter Leth: Saltbæk Vigs flora (Webside ikke længere tilgængelig)